# San Lorenzo in Banale
San Lorenzo in Banale  (San Lorénz en dialecte du Trentin) est une ancienne commune italienne d'environ 1 200 habitants située dans la province autonome de Trente dans la région du Trentin-Haut-Adige dans le nord-est de l'Italie. Elle fusionne le 1er janvier 2015 avec Dorsino pour former San Lorenzo Dorsino.

## Administration
| Période                                  | Période | Identité | Étiquette | Qualité |
| ---------------------------------------- | ------- | -------- | --------- | ------- |
|                                          |         |          |           |         |
| Les données manquantes sont à compléter. |         |          |           |         |

### Hameaux
Deggia, Moline (Molìne), Nembia, Pregnano (Pergnàn), Senaso (Senàs) Glolo ("Glól") Berghi Dolaso ("Dolàs") Prusa Prato

### Communes limitrophes
Ragoli, Molveno, Andalo, Vezzano, Stenico, Dorsino, Calavino et Comano Terme